# Упхофф, Беньямин
Беньямин Упхофф (нем. Benjamin Uphoff; 8 августа 1993, Бургхаузен) — немецкий футболист, вратарь клуба «Ганза».

## Биография
Беньямин Упхофф является воспитанником футбольного клуба «Ваккер» из своего родного города Бургхаузен. В 2011 году вратарь подписал профессиональный контракт с клубом «Нюрнберг». Но в основе он так и не сыграл ни одного матча, выступая за вторую команду клуба в Региональной лиге.
В 2014 году Упхофф на правах аренды присоединился к клубу «Штутгарт», который на тот момент играл в Бундеслиге. Отыграв сезон во второй команде «Штутгарта» в Третьей лиге, Упхофф подписал полноценный контракт с клубом. Но все тоже продолжил играть во второй команде.
Полноценный дебют Упхоффа на профессиональном уровне состоялся в июле 2017 года, в составе «Карлсруэ» во Второй Бундеслиге, куда он перешел как свободный агент. В сезоне 2018/19 вместе с командой Упхофф занял второе место во Второй Бундеслиге и завоевал повышение в Бундеслигу.
В 2020 году Упхофф перешел в клуб «Фрайбург». Первую игру в новой команде вратарь сыграл уже в августе того же года в матче на Кубок страны. Дебют футболиста в Бундеслиге состоялся в январе 2022 года в матче против «Арминии».